# Bagamanoc
Bagamanoc ist eine philippinische Stadtgemeinde der Inselprovinz Catanduanes. Sie hat 11.551 Einwohner (Zensus 1. August 2015), die in 18 Barangays leben. Die Gemeinde wird als teilweise urban beschrieben und gehört zur fünften Einkommensklasse der Gemeinden auf den Philippinen. Bagamanoc liegt ca. 361 km südöstlich der Hauptstadt der Philippinen Manila und 40 km nördlich der Provinzhauptstadt Virac. Die Gemeinde liegt an der Ostküste der Insel, an der Philippinensee.
Das Klima der Insel Catanduanes wird als Type II klassifiziert, mit keiner ausgeprägten Trocken- oder Regenzeit, die stärksten Niederschläge fallen von Oktober bis Dezember. Die Gemeinde liegt innerhalb des Taifungürtels auf den Philippinen.

## Baranggays
| - Antipolo - Bacak - Bagatabao - Bugao - Cahan - Hinipaan - Magsaysay - Poblacion - Quigaray | - Quezon (Pancayanan) - Sagrada - Salvacion (Panuto) - San Isidro - San Rafael (Mahantod) - San Vicente - Santa Mesa - Santa Teresa - Suchan |